# Wolica
Wolica [pronunciación en polaco: /vɔˈlitsa/] es un pueblo ubicado en el distrito administrativo de Gmina Aleksandrów, dentro del Distrito de Piotrków, Voivodato de Łódź, en Polonia central. Se encuentra aproximadamente a 5 kilómetros al sur de Aleksandrów, a 29 kilómetros al sureste de Piotrków Trybunalski, y a 72 kilómetros al sureste de la capital regional Łódź.
En 2005 el pueblo tuvo una población de 100 habitantes.